# الطرابلسية
الطَرَابِلْسِيّة قرية تقع بمعتمدية السبيخة بولاية القيروان من الوسط التونسي.